# Нджоку, Даниэль
Даниэль Чайджоке Нджоку (род. 8 октября 1980 года) — нигерийский футболист, нападающий.
Уже в возрасте 17 лет Нджоку привлёк внимание полтавской «Ворсклы» из украинской Премьер-лиги. В своём первом сезоне в клубе он сыграл 11 матчей в чемпионате и ещё три в кубке, но так и ни разу не забил. В следующем сезоне он сыграл лишь два матча за «Ворсклу» и был отправлен в дубль, где провёл ещё шесть матчей и забил один гол. В сезоне 1999/2000 Нджоку вернулся на родину, подписав контракт с «Плато Юнайтед». О дальнейшей его карьере известно лишь то, что в 2004 году он представлял «Квара Юнайтед» (забил 12 голов), а в 2005 — «Эньимбу».